# Anthophora flavicornis
Anthophora flavicornis är en biart som beskrevs av Morawitz 1886. Anthophora flavicornis ingår i släktet pälsbin, och familjen långtungebin. Inga underarter finns listade i Catalogue of Life.